# Erebus prunosa
Erebus prunosa är en fjärilsart som beskrevs av Moore 1883. Erebus prunosa ingår i släktet Erebus och familjen nattflyn. Inga underarter finns listade i Catalogue of Life.